# Sawia
Sawia is een geslacht van vlinders van de familie tandvlinders (Notodontidae).

## Soorten
- S. undulata Kiriakoff, 1967
- S. vittata Kiriakoff, 1970